# The Fat of the Land
The Fat of the Land (англ. Жир земли) — третий студийный альбом британского электронного коллектива The Prodigy, выпущенный 30 июня 1997 года. Альбом получил всеобщее признание музыкальных критиков и возглавил британский чарт UK Album Chart и американский чарт Billboard 200. Было продано более 10 миллионов копий альбома по всему миру. В Соединённых Штатах альбом был выпущен 1 июля 1997 года под лейблом Maverick Records.

## Об альбоме
Лиам Хоулетт написал большую часть композиций, в то время, как Максим Реалити исполняет вокал в двух треках. The Fat of the Land — первый альбом группы, в котором Кит Флинт выступил как вокалист, а также как соавтор трёх песен. На обложке появился новый логотип группы, на котором изображён силуэт муравья и убран артикль «The». Название альбома — отсылка на старую английскую фразу «living off the fat of the land» (рус. жить за счёт жира земли), что означает «жить на славу», «красиво жить» или «быть богатым». На обложке альбома изображён краб-арлекин (Gecarcinus quadratus), фотография которого была сделана немецким фотографом Конрадом Воте и немного модифицирована арт-директором лейбла XL Recordings Алексом Дженкинсом.

### Конфликты
Национальная организация женщин выступила против песни «Smack My Bitch Up», которая показалась женоненавистнической, хотя группа утверждает, что её истинная интерпретация — это «делать что-либо интенсивно». Лиам Хоулетт сказал: «Эта запись для фанатов. Только безмозглые люди получают от него какой-нибудь неправильный посыл… Меня часто не так понимают».

## Коммерческий успех
За первую неделю в Англии было продано 316 953 копий, а позже свыше 1 300 000, что является коммерческим успехом для группы. Альбом вошёл в книгу рекордов Гиннеса как наиболее быстро распроданный британский альбом. Альбом был также номинирован на премию «Грэмми» за «Лучшее исполнение альтернативной музыки» (англ. Best Alternative Music Performance). Альбом дебютировал под № 1 в американском чарте Billboard 200. В США The Fat of the Land был продан в 2 600 000 копий и был сертифицирован Американской ассоциации звукозаписывающих компаний как двукратно-платиновый в декабре 1997 года.

## Переиздание
В декабре 2012 года звукозаписывающая компания XL Recordings переиздала альбом в честь 15-летия. Помимо оригинального издания на двух грампластинках, в продажу поступили подарочные варианты на двух компакт-дисках и в цифровом формате, дополненные ремиксами от Major Lazer, Noisia, Zeds Dead, The Glitch Mob и других.

## Список композиций
| №                   | Название                                               | Длительность |
| ------------------- | ------------------------------------------------------ | ------------ |
| 1.                  | «Smack My Bitch Up» (совместно с Шахин Бадар)          | 5:43         |
| 2.                  | «Breathe»                                              | 5:35         |
| 3.                  | «Diesel Power» (совместно с Kool Keith)                | 4:18         |
| 4.                  | «Funky Shit»                                           | 5:16         |
| 5.                  | «Serial Thrilla»                                       | 5:11         |
| 6.                  | «Mindfields»                                           | 5:40         |
| 7.                  | «Narayan» (совместно с Криспианом Миллсом)             | 9:06         |
| 8.                  | «Firestarter»                                          | 4:42         |
| 9.                  | «Climbatize»                                           | 6:38         |
| 10.                 | «Fuel My Fire» (кавер группы L7, совместно с Сафроной) | 4:19         |
| Общая длительность: | Общая длительность:                                    | 56:25        |

| №                   | Название            | Длительность |
| ------------------- | ------------------- | ------------ |
| 11.                 | «Molotov Bitch»     | 4:55         |
| 12.                 | «No Man Army»       | 4:45         |
| Общая длительность: | Общая длительность: | 66:07        |

| №  | Название                                | Длительность |
| -- | --------------------------------------- | ------------ |
| 1. | «Smack My Bitch Up» (Noisia Remix)      | 5:53         |
| 2. | «Firestarter» (Alvin Risk Remix)        | 3:18         |
| 3. | «Breathe» (Zeds Dead Remix)             | 4:36         |
| 4. | «Mindfields» (Baauer Remix)             | 3:51         |
| 5. | «Breathe» (The Glitch Mob Remix)        | 4:25         |
| 6. | «Smack My Bitch Up» (Major Lazer Remix) | 5:05         |

## Почести
- В 1998 году редакция журнала Q назвала The Fat of the Land девятым по величине альбомом всех времен. Также в 2000 году Q поместил альбом под номером 47 в своём списке 100 величайших британских альбомов за всю историю. Он также был помещен под номером 43 в списке «50 лучших альбомов Q»[31] и был включён в список «90 лучших альбомов 1990-х»[32] и в список «50 лучших альбомов 1997 года»[33].
- Rolling Stone включил альбом в список «Основные записи 90-х»[34].
- В списке журнала Spin «20 лучших альбомов года» альбом занял 20-е место[35].
- Melody Maker включил альбом в список «Альбомы года» за 1997 год, в котором занял 13-е место[36] и 29-е место в опросе Pazz & Jop Critics 1997 года[37].
- NME также включил альбом в список «Critic’s Poll», в котором занял 17-е место[38].
- Альбом включён в книгу «1001 Albums You Must Hear Before You Die» (с англ. — «Тысяча и один музыкальный альбом, который стоит прослушать, прежде чем вы умрёте»)[39] и был номинирован на премию Mercury Music Prize[40].

## Позиции в хит-парадах
| Чарт (1997—1998)                       | Высшая позиция |
| -------------------------------------- | -------------- |
| Австралия (ARIA)                       | 1              |
| Австрия (Ö3 Austria)                   | 1              |
| Бельгия/Фландрия (Ultratop)            | 2              |
| Бельгия/Валлония (Ultratop)            | 3              |
| Нидерланды (Album Top 100)             | 1              |
| Финляндия (Suomen virallinen lista)    | 1              |
| Франция (SNEP)                         | 2              |
| Германия (Offizielle Top 100)          | 1              |
| Новая Зеландия (RMNZ)                  | 1              |
| Норвегия (VG-lista)                    | 1              |
| Шотландия (Scottish Albums Chart)      | 1              |
| Швеция (Sverigetopplistan)             | 1              |
| Швейцария (Schweizer Hitparade)        | 1              |
| Великобритания (UK Albums Chart)       | 1              |
| Великобритания (UK Dance Albums Chart) | 1              |
| США (Billboard 200)                    | 1              |

| Чарт (1997)         | Позиция |
| ------------------- | ------- |
| German Albums Chart | 18      |

| Год  | Песня               | Чарт                               | Высшая позиция |
| ---- | ------------------- | ---------------------------------- | -------------- |
| 1996 | «Firestarter»       | UK Singles Chart                   | 1              |
| 1996 | «Breathe»           | UK Singles Chart                   | 1              |
| 1996 | «Firestarter»       | Australian ARIA Singles Chart      | 22             |
| 1996 | «Breathe»           | Australian ARIA Singles Chart      | 2              |
| 1997 | «Smack My Bitch Up» | UK Singles Chart                   | 8              |
| 1997 | «Smack My Bitch Up» | Australian ARIA Singles Chart      | 41             |
| 1997 | «Smack My Bitch Up» | Canadian Singles Chart             | 12             |
| 1997 | «Firestarter»       | Billboard Hot 100                  | 30             |
| 1997 | «Firestarter»       | Hot Dance Music/Maxi-Singles Sales | 11             |
| 1997 | «Firestarter»       | Modern Rock Tracks                 | 24             |
| 1997 | «Breathe»           | Modern Rock Tracks                 | 18             |
| 1997 | «Breathe»           | Canadian Singles Chart             | 65             |
| 1997 | «Smack My Bitch Up» | Hot Dance Music/Maxi-Singles Sales | 19             |
| 1998 | «Smack My Bitch Up» | Billboard Hot 100                  | 89             |

## Сертификации
| Регион | Сертификация  | Продажи    |
| --- | ------------- | ---------- |
| Австралия (ARIA) | 2× Платиновый | 140 000^   |
| Австрия (IFPI Austria)                                                                                                   | Золотой       | 25 000*    |
| Бельгия (BEA) | Платиновый    | 50 000*    |
| Канада (Music Canada) | 3× Платиновый | 300 000^   |
| Финляндия (Musiikkituottajat)                                                                                            | Платиновый    | 42,426     |
| Франция (SNEP) | 2× Золотой    | 200 000*   |
| Германия (BVMI) | Золотой       | 250 000^   |
| Италия (FIMI) | Золотой       | 50 000*    |
| Япония (RIAJ) | Платиновый    | 200 000^   |
| Нидерланды (NVPI) | 2× Платиновый | 200 000^   |
| Испания (PROMUSICAE) | Платиновый    | 100 000^   |
| Швейцария (IFPI Switzerland)                                                                                             | Золотой       | 25 000^    |
| Швеция (GLF) | Платиновый    | 80 000^    |
| Великобритания (BPI) | 4× Платиновый | 1,392,273  |
| США (RIAA) | 2× Платиновый | 2,600,000  |
| Итого |               |            |
| Европа (IFPI) | 2× Платиновый | 2 000 000* |
| * Данные о продажах приведены только на основе сертификации. ^ Данные о тиражах приведены только на основе сертификации. |               |            |

## Участники записи

### The Prodigy
- Лиам Хоулетт — продюсер, синтезаторы, программирование, арт-директор, сэмплирование, сведение, клавиатуры.
- Кит Флинт — вокал в треках «Breathe», «Serial Thrilla», «Firestarter», «Fuel My Fire».
- Максим Реалити — вокал в треках «Breathe», «Mindfields».

### Дополнительный персонал
- Шахин Бадар — вокал «Smack My Bitch Up».
- Кул Кейт[англ.] — вокал «Diesel Power».
- Криспиан Миллс — вокал «Narayan».
- Сафрон[англ.] — вокал «Fuel My Fire».
- Гиз Батт[англ.] — гитара «Fuel My Fire».
- Джим Дэвис — гитара «Breathe», «Firestarter».
- Мэтт Кэмерон — барабаны
- Том Морелло — гитара «No Man Army».

### Технический персонал
- Нэйл Маклеллан[англ.] — инженер.
- Кристиан Амманн — фотография
- JAKe — иллюстрация
- Алекс Дженкинс — арт-директор, дизайн, фотография
- Пэт Поп — фотография
- Алекс Скалья — фотография
- Лу Смит — фотография
- Терри Уиттакер — фотография
- Конрад Воте — фотография
- Майк Чемпион — менеджмент